# Antonio Costa Costa
Antonio Costa Costa (Ibiza, 1953) es un político español. Ha trabajado como directivo y técnico de empresas turísticas. En 1983 fue nombrado secretario de la Federación Socialista de las Pitiusas del Partido Socialista de las Islas Baleares (PSIB).
Fue elegido diputado en las elecciones al Parlamento de las Islas Baleares de 1983 y 1987, donde ocupó el cargo de presidente de la Comisión de Economía, Hacienda y Presupuestos del Parlamento entre 1987 y 1989, así como consejero del Consejo Insular de Ibiza.
Posteriormente fue diputado por el PSIB por Ibiza y Formentera en las elecciones generales españolas de 1989, 1993 y 1996, donde fue ponente del Convenio Internacional sobre el Espacio Económico Europeo.
En 2000 fue nombrado director del Centro Balear Europeo en Bruselas y en 2002 ocupó el cargo de delegado del Gobierno de las Islas Baleares en la misma ciudad. En 2004 fue nombrado presidente-consejero de la Red de Paradores de Turismo de España.
Es miembro del Instituto de Estudios Ibicencos y Medalla de la Orden al Mérito Civil.